# Shigeru Tamura
Shigeru Tamura (田村 茂, Tamura Shigeru, 28 de febrer de 1909–16 de desembre de 1987), pseudònim de Torashige Tamura (田村 寅重), va ser un fotògraf i periodista japonès.

## Biografia
Va néixer a Sapporo, prefectura de Hokkaido. Va estudiar fotografia a l'escola Oriental Sashin Gakujo, on es va graduar l'any 1930. Acabats els estudis va obrir un estudi al barri de Ginza amb Yoshio Watanabe. El 1938 va fundar a Tòquio, juntament amb els fotògrafs Ken Domon, Hiroshi Hamaya, entre d'altres, l'entitat Seinen Hodo Shashin Kenkukai, una associació de recerca de joves fotoperiodistes per tal de seguir un estil documental basat en la consciència social, amb el suport de la revista Photo Times. L'entitat va existir fins a 1940, els mateixos membres el 1941 es van constituir en una nova entitat coneguda com a Associació de Fotoperiodistes del Japó.
Durant la Segona Guerra Mundial va treballar com a fotoperiodista i va ocupar el càrrec de cap de departament de fotografia de la Nihon Sashin Kogeisha (Companyia d'Arts Fotogràfiques del Japó), una empresa que va dedicar-se a crear diverses revistes que donaven suport als esforços bèl·lics japonesos. Acabat el conflicte, va assolir molta fama gràcies a la seva cobertura de les conegudes com protestes Anpo, que van esclatar contra la signatura del tractat de seguretat entre els Estats Units i el Japó, i de la Guerra del Vietnam. En aquest moment, Tamura formà part d'un moviment fotoperiodístic que es basava en la consciència social i política, en un moment de convulsió al país, que va explorar noves formes de treballar, examinant i apuntant les contradiccions socials que s'estaven produint a través de la fotografia. L'any 1963 va ser fundador i primer president de l'Associació de Fotògrafs Realistes del Japó.

## Reconeixements
Al llarg de la seva vida va rebre diversos premis al Japó, de la Conferència de Periodistes (1966), de l'Associació de Crítics de Fotografia i el premi especial pel seu testimoni al Vietnam del Nord de l'Associació de Fotografia del Japó (1982).